# Bourbon (Indiana)
Bourbon è una città degli Stati Uniti d'America, situata nello Stato dell'Indiana e in particolare nella Contea di Marshall.